# Station Yamashiro-Aodani
Station Yamashiro-Aodani (山城青谷駅, Yamashiro-Aodani-eki) is een spoorwegstation in de Japanse stad  Jōyō. Het wordt aangedaan door de Nara-lijn. Het station heeft twee sporen, gelegen aan twee zijperrons. 

## Treindienst

### JR West
| 1 | ■ Nara-lijn | richting Uji en Kioto |
| 2 | ■ Nara-lijn | richting Kizu en Nara |

## Geschiedenis
Het station werd in 1923 geopend als de stopplaats Aodani Bairin. In 1933 kreeg het station de huidige naam.

## Stationsomgeving
- Postkantoor van Aodani
- Super Yamada (supermarkt)
- Minami-Kioto-ziekenhuis

Kioto · Tōfukuji · Inari · JR Fujinomori · Momoyama · Rokujizō · Kohata · Ōbaku · Uji · JR Ogura · Shinden · Jōyō · Nagaike · Yamashiro-Aodani · Yamashiro-Taga · Tamamizu · Tanakura · Kamikoma · Kizu (Narayama · Nara)